# Olivier Ayache-Vidal
Olivier Ayache-Vidal, (París, Francia, 27 de diciembre de 1969) director y guionista francés.

## Biografía
Tras seguir estudios en ciencias sociales y comunicación, trabaja como creativo en una agencia de publicidad. Se vuelve reportero fotográfico en 1992, cumpliendo misiones para la UNESCO y viajando por el mundo para la agencia Gamma. En cinco años, realiza unos treinta reportajes en quince países.
En 1997, escribe su primer guion de historieta. Crea la serie Fox One, traducida en cinco lenguas y vendida a 90 000 ejemplares.
En 2002, dirige su primer cortometraje, Undercover, un espectáculo de siete minutos que mezcla cine y performance en vivo, recompensado por múltiples premios internacionales. Después, rueda Coming-out una comedia con Omar Sy, cuyo guion fue adaptado para un show del dúo de comediantes Omar et Fred. En 2006, dirige Mon dernier rôle con Patrick Chesnais, una comedia negra seleccionada en más de cincuenta festivales y ganadora de varios premios, entre ellos el gran premio del Festival de cortometrajes de Meudon y el gran premio del Festival Juste pour rire de Montreal.
En 2007, durante 6 meses, rueda Hôtel du Cheval Blanc, un documental sobre las condiciones de vida infrahumanas en las que viven miles de familias hospedadas anualmente en hoteles insalubres.
En 2008, se va a China para adaptar y poner en escena su primera obra teatral, el ballet Cascanueces. Esta versión producida por el Gruber Ballet Opera, que reúne en escena a 39 artistas del Circo Nacional de China, hizo una gira mundial que inició en Francia en 2009.
En 2012, escribe y dirige Welcome to China con Gad Elmaleh y Arié Elmaleh. Filmado en China, el cortometraje pone en escena a los dos hermanos interpretándose a sí mismos. 
En 2013, comienza las investigaciones para su primer largometraje, que relata la historia de un profesor de liceo burgués trasladado a los suburbios pobres de París. Durante tres años, Olivier hará una inmersión en los liceos de la región Sena-San Denis, a las afueras de la capital francesa. Entre ellos estuvo el colegio Barbara de Stains, que se convertiría la localización principal del filme.
El rodaje empieza en 2016. La película lleva su nombre definitivo, Les Grands Esprits (El Buen Maestro), con Denis Podalydès en el rol principal.
El Buen Maestro se estrena en Francia en 2017. Será difundida en varios cines del mundo entero, en países como los Estados Unidos, Canadá, Brasil, Argentina, México, Perú, Italia, España, Japón, Taiwán, el Nigéria, Senegal y Costa de Marfil.

## Reportajes Fotográficos
Unos treinta reportajes en una quincena de países : Bangladés, Vietnam, Indonesia, Tailandia, Japón, China, Estados Unidos, Jamaica, Guyana, Nepal, Brasil.

## Historietas
A fines de 1997, se publica el primer tomo de “Fox One”: Armageddon, que Olivier guioniza. En 1999 se publica el segundo tomo de la serie: T.L.D (para “Travesía de Larga Duración”) y en 2001, NDE (para “Near Death Experience”)

### Guiones
- Fox One, dibujos de Renaud Garreta, Philippe Arnaud SA

1. Armageddon, 1997  (ISBN 2-9511483-0-5)
2. T.L.D., 1999  (ISBN 2-913482-00-7)
3. NDE, 2001  (ISBN 2-913482-02-3)

## Performances en directo
A partir de 2008 pone en escena Cascanueces made in China, una producción del Gruber Ballet Opera que combina danza, teatro y acrobacias. Adapta el cuento de Hoffmann y dirige, en escena, a la tropa acrobática de Dalián.

### Puesta en escena
- 2009: Cascanueces Made in China

## Publicidad
Ha realizado numerosas publicidades, para marcas tales como M&M's, Maggi, Activia, etc.

## Filmografía

### Realizador
- 2002 : Undercover
- 2005 : Coming-out
- 2006 : Mon dernier rôle
- 2008 : Hôtel du Cheval blanc
- 2013 : Welcome to China
- 2017 : El Buen Maestro

### Guionista
- 2002 : Undercover
- 2005 : Coming-out
- 2006 : Mon dernier rôle
- 2007 : Les Gagnants
- 2008 : Hôtel du Cheval blanc
- 2013 : Welcome to China
- 2017 : El Buen Maestro

## Premios
- 2018: premio "Rendez-Vous France 24" en el Festival Rendez-vous du nouveau cinéma français de Roma para El Buen Maestro
- 2014 : premio del público para el mejor cortometraje en el Gold Coast Film Festival de Nueva York para Welcome to China
- 2007 : premio del jurado estudiantil del Festival de cine de Cracovia para Mon dernier rôle
- 2006 : Premio Mayor del Festival Juste pour Rire de Montréal para Mon dernier rôle
- 2006 : Premio Mayor del Festival de cortometrajes de Meudon para Mon dernier rôle
- 2002 : Nominado al primer premio del Festival de las películas del mundo de Montreal para Undercover
- 2002 : Nominado al Bayard de Oro del Festival internacional de películas francófonas de Namur para Undercover
- 2002 : Segundo premio del público del Festival Rencontres Internationales du film de Beaurepaire para Undercover
- 2002 : Premio del mejor cortometraje del Festival europeo del cortometraje de Burdeos para Undercover
- 2002 : Premio del público y premio especial del jurado del Festival internacional de la película fantástica de Bruselas para Undercover